# Заповнювач (конфігурація клітинного автомата)

Заповнювач. Видно рухомі краї та нерухомий натюрморт, який він залишає

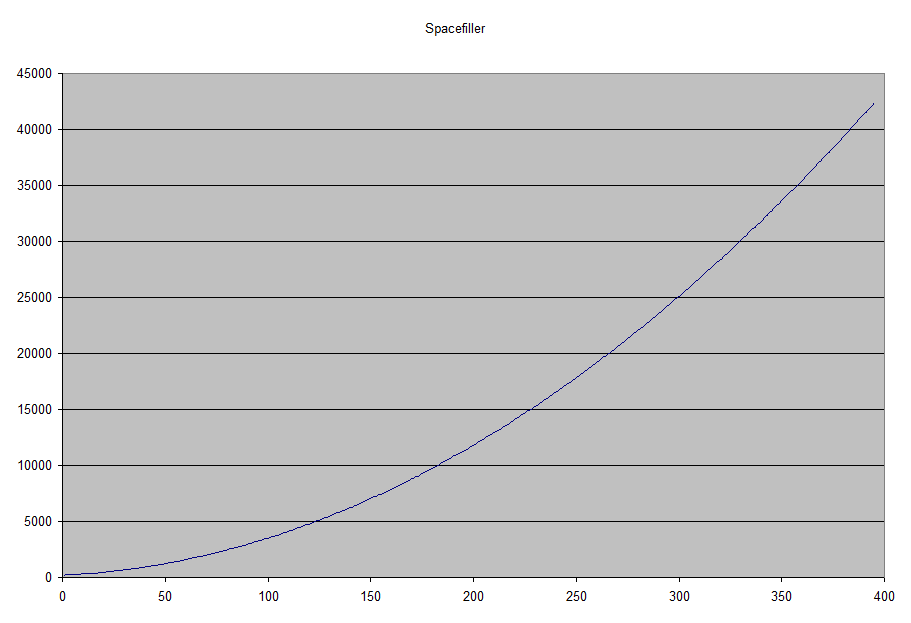
Кількість клітин за покоління наведеного вище шаблону заповнювача простору чітко демонструє його квадратичне зростання.

У грі «Життя» Конвея та подібних клітинних автоматах заповнювач — конфігурація, яка розширюється нескінченно довго, зрештою заповнюючи весь простір натюрмортом. Зазвичай складається з трьох компонентів: розтяжки, які нагадують космічні кораблі, в чотирьох кутах, зростальної рамки вздовж країв та натюрморту всередині.
Він нагадує розмножувач тим, що обидва типи конфігурацій мають квадратичний темп зростання кількості живих клітин, і обидва мають трикомпонентну архітектуру. Однак у розмножувачі його рухома частина (відповідна розтяжці) залишає за собою ланцюжок планерних гармат, які заповнюють простір планерами, тобто, рухомими об'єктами, а не візерунками натюрморту. В разі заповнювача, на відміну від розмножувача, кожна точка простору з часом стає частиною натюрморту, який заповнює простір.